# OpenXcom
OpenXcom — открытая реализация движка игры UFO: Enemy Unknown (она же X-COM: UFO Defense в США), лицензированный GPL и написанный на C++ с использованием библиотеки SDL с открытым исходным кодом для Linux, Mac OS X, Windows и других операционных систем с исправленными ошибками и возможностью моддинга.
Проект разрабатывается с 2009 года. Версия 1.0 от 13 июня 2014 года позволяет полностью проходить игру от начала до конца. Для запуска игры требуется копия оригинальной игры UFO: Enemy Unknown (поддерживаются ресурсы от игр для DOS и Windows). С 2015 года движок стал поддерживать X-COM: Terror From The Deep.
В список нововведений входят поддержка различных видеорежимов, графических фильтров, поддержка пользовательских модификаций, исправление ошибок оригинального движка.
Имеются переводы игры на разные языки, в том числе на русский.

## Особенности
Так как оригинальные ресурсы X-COM являются проприетарными, разработчики не включают их в поставку программы. Для того, чтобы играть в OpenXcom, нужно иметь файлы оригинальной игры. Также OpenXcom позволяет использовать ресурсные файлы игры X-COM: Terror From The Deep, что фактически делает его клоном не только UFO:EU но и X-COM:TFTD в равной степени.
Характерной особенностью OpenXcom является возможность создания модификаций (т.е. моддинга), вплоть до создания своего оригинального сюжета. Одна из известнейших модификаций для OpenXcom — X-Piratez, является полной конверсией игры, с собственным сеттингом, сюжетом и игровой механикой. Для описания файлов модификаций используется YAML.